# Francesco Gusi
Francesco Gusi (...) è un imprenditore italiano, cofondatore, insieme a Walter Viaro, della Vimar, azienda fondata nel 1945 che si occupa di serie civili, domotiche, prese multiple, scatole da incasso e sistemi per il settore terziario.